# 합려
합려(闔閭, ? - 기원전 496년, 재위 : 기원전 514년 ~ 496년)는 중국 춘추전국시대 오나라의 제24대 임금이며, 제6대 왕으로, 휘는 광(光)이다. 춘추 5패의 한 사람으로 꼽기도 한다. 신하인 손무, 오자서 등의 도움을 받아 오나라를 강국으로 성장시키고 패자를 꿈꾸었으나, 월왕 구천에게 패배하여, 아들인 부차에 복수를 맹세하게 하고 죽는다. 그를 묻은 언덕에는 호랑이가 나타났다고 해서, 후치우(虎丘)라고 불렀다.

## 생애

### 왕위 싸움
사기 오태백세가(史記 呉太伯世家)에 의하면, 공자 광의 아버지의 제번(諸樊)은 오의 초대 국왕 수몽(寿夢)의 장자였다. 수몽에게는 이외에 3명의 아들이 있었고 그 중에서도 막내 계찰은 현인으로서 명성이 자자했다. 아버지 수몽도 거기에 기대하여 계찰을 차기 왕으로 정하고 싶은 마음이 바라고 있었다. 그러나 계찰(季札)은 형을 두고 자신이 왕위에 즉위하는 것을 원치 않았고, 받으려고 하지 않았다. 거기서 우선 제번이 왕위를 이어, 그 후를 동생인 여제(余祭)가 잇는 등 형제 계승의 순서에 따라 이었고, 마지막에 계찰에게 왕위가 오도록 하였다. 그러나 계찰은 여말(余昩)로부터 왕위를 양보받지만, 거부하여 도망해 버려, 왕위는 결국 여매의 아들인 요(僚)가 계승되게 되었다.
이것에 광은 불만을 품었다. 지금까지 형제의 사이에 차례로 왕위를 돌려 왔으니까 계찰이 왕이 된다면 어쨌든, 계찰이 도망간 다음은 차례대로 장자의 아들인 자신이 왕위를 이어야 하는 것이 아닐까, 줄곧 생각했다. 그는 자신의 불만을 숨기면서 요를 시중들어 장군으로서 활약하고 있었다. 그 때, 초나라의 오자서가 망명해 와 광의 야망을 헤아렸고, 암살자 전제(専諸)를 추천했다. 전제는 요에게 다가가 물고기 요리를 올렸는데, 물고기 안에 감추고 있던 비수를 꺼내어 오왕 요를 찔러 죽었고, 스스로도 또한 호위에 살해당했다고 기록되어 있다.

### 즉위 이후
공자 광은 즉위하였다. 오자서, 손무 등을 데리고, 초강대국 초나라와 몇 번이나 싸웠다. 기원전 506년에는 당(唐)나라, 채(蔡)나라와 연합하여, 초나라의 수도 영(郢)을 함락시키는 전과를 거두고 초나라를 거의 멸망 직전으로 몰아넣었다. 그러나 이듬해(기원전 505년)에 본국이 월나라에 침략 당하고, 동생 부개가 왕을 칭하고 쿠데타를 일으켰기 때문에 가까스로 도망친 초왕을 추격하지 못하고, 허둥지둥 본국에 돌아와 난을 평정했다.
기원전 496년, 10년 전의 원한을 풀기 위해 월나라로 쳐들어간다. 그러나 월나라의 장군 범려의 책략에 막혀 패배하고 다리에 활까지 맞아 상처가 덧나 죽게 된다. 아들 부차에게 구천이 부친을 죽였던 것을 잊지 말라고 유언하고, 복수를 맹세하게 했다.

## 같이 보기
- 후치우(虎丘) - 쑤저우의 언덕으로 오왕 합려를 묻은 곳이다.
- 부차